# Zaalsport
Een zaalsport (of indoor sport) is een sport die beoefend wordt in een sportzaal. 
Voordeel van sporten in een zaal is dat er nauwelijks invloeden van het weer zijn, zodat hiermee geen rekening hoeft te worden gehouden. Nadeel is soms dat de ruimte kleiner is, zodat de regels van de sport aan het binnengebeuren worden aangepast. Zo heeft zaalvoetbal een kleiner veld dan gewoon voetbal.

## Bekende zaalsporten
Bekende zaalsporten zijn:
- Basketbal
- Zaalvoetbal
- Volleybal
- Tafeltennis
- Gymnastiek
- Handbal
- Atletiek
- Floorball
- Wielersport (in speciale zalen met een schuine baan)
- Schaatsen - (kan ook buiten, maar ook in speciale zalen: kunstijsbanen)
- Korfbal - Kan ook buiten (gras en kunstgras)